# Benkovac
Pour les articles homonymes, voir Benkovac (homonymie).
Benkovac est une ville et une municipalité située en Dalmatie, dans le Comitat de Zadar, en Croatie. Au recensement de 2001, la municipalité comptait 9 786 habitants, dont 90,38 % de Croates et la ville seule comptait 2 622 habitants.

## Localités
En plus de la ville de Benkovac, la municipalité compte 40 localités : 
| - Benkovačko Selo - Bjelina - Brgud - Bruška - Buković - Bulić - Dobra Voda - Donje Biljane - Donje Ceranje - Donji Karin | - Donji Kašić - Donji Lepuri - Gornje Biljane - Gornje Ceranje - Islam Grčki - Kolarina - Korlat - Kožlovac - Kula Atlagić - Lisičić | - Lišane Tinjske - Medviđa - Miranje - Nadin - Perušić Benkovački - Perušić Donji - Podgrađe - Podlug - Popovići - Pristeg | - Prović - Radošinovci - Raštević - Rodaljice - Smilčić - Šopot - Tinj - Vukšić - Zagrad - Zapužane |